# Tove Klette
Tove Irene Klette, född 20 mars 1939 i Helsingborg, är en svensk liberal politiker. Hon var kommunalråd (Fp) i Lunds kommun 1992-1994 och 1998-2014. Åren däremellan var hon partiföreträdare. Hon hade ansvar för social frågor, skola, barn- och äldreomsorg, kultur- och fritidsfrågor. 
Tove Klette föddes i Helsingborg. Sedan 1976 är hon medlem i Folkpartiet, numera Liberalerna. I Lund kom hon snabbt att bli en av stadens mest välkända politiker, med ett tydligt socialliberalt engagemang för jämställdhet mellan kvinnor och män samt jämlikhet mellan invandrade och infödda.  
Hon är filosofie magister. Tove Klette var gift med professor Hans Klette (1930–2019).